# Chính phủ Nhân dân Phúc Kiến
Chính phủ Cách mạng Nhân dân Cộng hòa nước Trung Hoa (tiếng Trung: 中華共和國人民革命政府; bính âm: Zhōnghuá Gònghéguó Rénmín Gémìng Zhèngfǔ; Hán-Việt: Trung Hoa Cộng hòa Quốc Nhân dân Cách mạng Chính phủ), hoặc trước đây đơn giản gọi là Chính phủ Cách mạng nước Trung Hoa Dân quốc (1933–1934) (tiếng Trung: 中華共和國人民革命政府; bính âm: Zhōnghuá Gònghéguó Rénmín Gémìng Zhèngfǔ), còn được gọi là Chính phủ Nhân dân Phúc Kiến (tiếng Trung: 福建人民政府; bính âm: Fújiàn Rénmín Zhèngfǔ; Phúc Kiến Nhân dân Chính phủ) là một chính quyền tồn tại ngắn ngủi tại tỉnh Phúc Kiến của Trung Hoa Dân Quốc, có chủ trương thiên tả, chống Quốc dân Đảng. Chính quyền được thành lập bởi một số nhân vật như Trần Minh Xu, Lý Tế Thâm và Quân đoàn 19 Quân đội cách mạng quốc dân thành lập ở Phúc Kiến trong sự biến Phúc Kiến năm 1933, thủ đô đặt ở Phúc Châu. Chủ tịch chính phủ là Lý Tế Thâm. Cờ của chính phủ này nửa đỏ, nửa xanh có ngôi sao vàng năm cánh.